# Nord Adler
Il Nord Adler (in lingua russa: Норд-Адлер) fu un vascello di linea russo da 74 cannoni che prestò servizio nella marina imperiale russa tra il 1811 e il 1818, e poi, ribattezzato España, nella Armada Española  tra il 1818 e il 1820.

## Storia
Il vascello da 74 cannoni Nord-Adler, appartenente alla Classe Selafail, venne costruito presso il cantiere navale di Arcangelo sotto la direzione del costruttore Andrei Mikhailovich Kurochkin. La nave, del dislocamento di 2.897 tonnellate, fu impostata il 20 novembre 1809, e venne varata il 9 maggio 1811. L'armamento si componeva su 28 cannoni da 36 lb, 30 da 24 lb, e 18 da 8 lb. L'11 agosto 1812 salpò da Arkhagel'sk come nave di bandiera del viceammiraglio Robert Crown, e superata una tempesta durata 4 giorni, la squadra navale raggiunse l'arcipelago delle Shetland nel settembre dello stesso anno.  Arrivata a Sveaborg il 10 settembre 1812m entrò a  Sheerness il 29 novembre successivo. Salpò da Sheerness il 25 maggio 1814 in forza alla squadra navale dell'ammiraglio Crown, portandosi poi a Cherbourg, in Francia, dove il 27 maggio imbarcò reparti della Guardia imperiale russa per riportarli in Patria. La nave arrivò a Kronshtad l'8 luglio. Nel 1817 il Nord-Adler effettuò una crociera di addestramento nel Mar Baltico, e trasportò truppe da Reval a Sveaborg.
Nel 1817 Antonio Ugarte y Larrazábal, figura di spicco presso la corte di re Ferdinando VII, suggerì al re di acquistare una squadra navale dall'Impero russo con il denaro, 400.000 sterline, che la Gran Bretagna si impegnava a versare alla Spagna per l'abolizione della tratta degli schiavi. Ferdinando VII scrisse personalmente allo Zar Alessandro I, e ben presto fu trovato l'accordo. Il fine ultimo della Spagna era di rafforzare l'Armada, uscita malconcia dalle guerre napoleoniche, per trasportare un potente esercito di 30.000 uomini al Rio de La Plata, con cui far cessare definitivamente i movimenti indipendentisti nel Sud America. L'atto di vendita fu firmato l'11 agosto 1817 dal Segretario di stato alla guerra Francisco de Eguía e l'ambasciatore russo alla corte di Madrid Dmitrij Pavlovič Tatishchev, e riguardava otto navi, 5 vascelli da 74 e 3 fregate da 40 cannoni, cedute al prezzo di 13.600.000 rubli (68.000.000 di reales).
La squadra navale, al comando del contrammiraglio Otto Berend von Möller che alzava la sua insegna sul Trekh Sviatitelei, composta da cinque vascelli e una fregata, salpò da Reval il 26 settembre, incontrandosi con le altre due fregate a  Kronshtadt il 30 settembre 1817. Vicino all'isola di Oldenshom le navi incontrarono forti venti da ovest che causarono gravi danni alla nave ammiraglia. Le navi rientrarono a Reval il 10 ottobre per salpare nuovamente il giorno 16, ma nuove tempeste e forti venti costrinsero  Möller a riparare a Goteborg, partendo definitivamente per la Spagna il 4 dicembre. La navigazione nel periodo invernale inflisse ulteriori danni alle navi, tanto che dapprima si fermarono a Spithead, e poi a Portsmouth il 21 dicembre. Terminate le riparazioni le navi presero nuovamente il mare il 5 febbraio, ma la  Trekh Sviatitelei iniziò ad imbarcare acqua a una velocità di quattro-cinque pollici l'ora.
Le navi arrivarono a Cadice il 21 febbraio 1818, e vennero consegnate alla Armada il 27 febbraio.
A Cadice, rinominato España, venne incorporato nella squadra navale di Francisco Mourelle de la Rua che doveva salpare per le acque sudamericane, ma lo scoppio di una epidemia di febbre gialla decimò gli equipaggi delle navi. Con un equipaggio ridotto a 208 persone la nave venne parzialmente disarmata per fornire attrezzature e pezzi di rispetto alle altre.
La nave  rimase immobilizzata a Cadice  sino al 1820 senza mai venire utilizzata venendo poi inviata presso l'Arsenale de La Carraca per esservi demolita, cosa che accadde nel 1823. In quell'anno lo Alejandro I, il Fernando VII, lo España, e il Numancia, tutte unità ex russe, vennero vendute al commerciante don Antonio García de la Vega per la cifra di 285.000 reales de vellón.

### Fonti
1. 1 2 3 4 5 6 7 8 9 10 11  Todoavante.
2. 1 2 3 4 5  Sozaev, Tredea 2010, p. 191.
3. 1 2 3  Todoavante.